# Larsberg
Larsberg är en stadsdel (delområde ) i Lidingö kommun med 3 136 invånare (2016). Huvuddelen av bostadshusen i Larsberg är uppförda på berget kallat Larsberg och ligger på den sydvästra delen av Lidingö. Stadsdelen gränsar i söder mot Lilla Värtan, åt väster mot bostadsområdet Bodal, åt norr mot Gångsätra och mot AGA industriområde i öster, numera kallat Dalénum.

## Historia

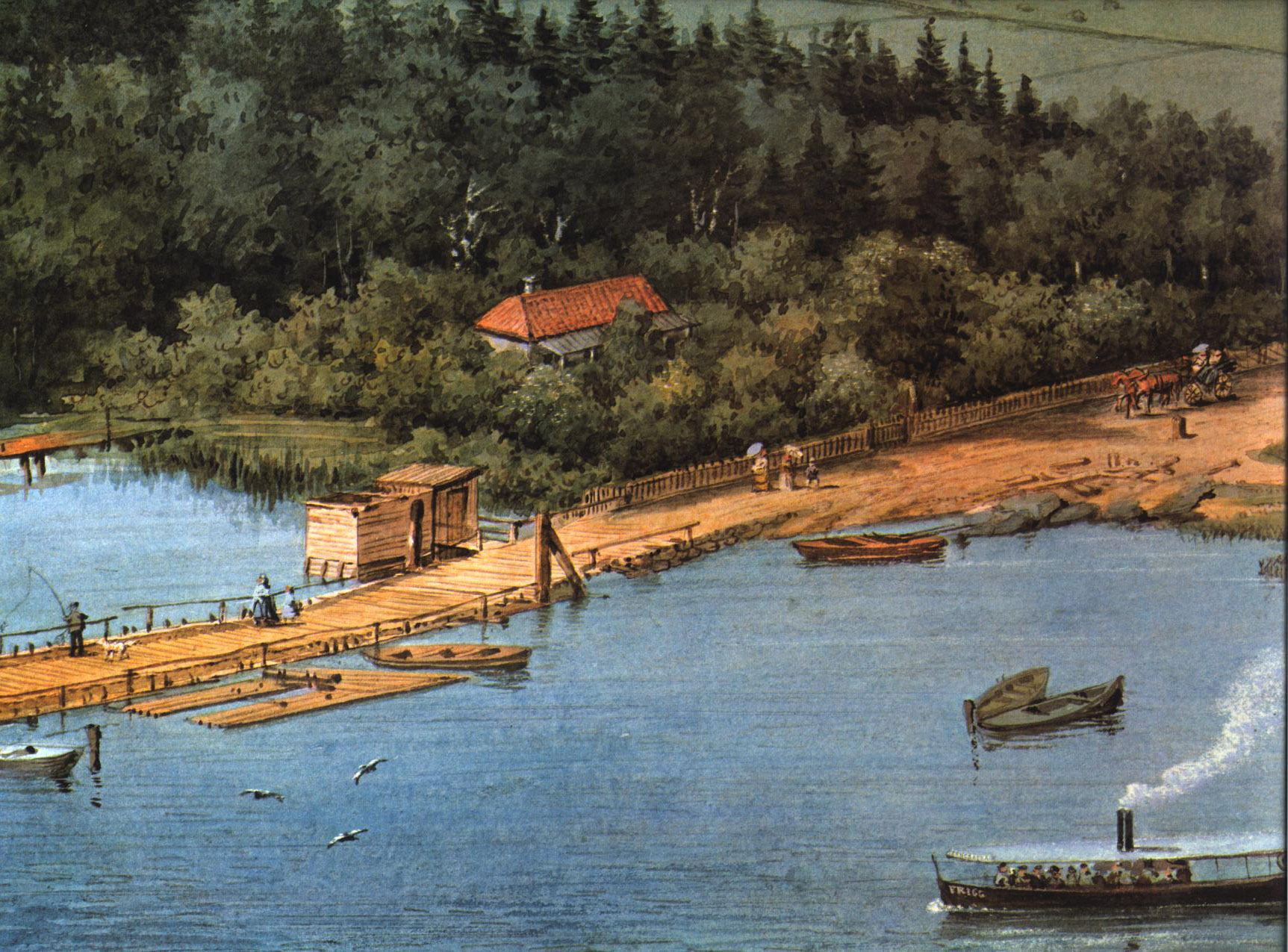
Brofästet för första Lidingöbron vid Larsberg som det avbildats på en målning 1883 av Otto August Mankell. Larsbergs brostuga syns mitt i bilden.

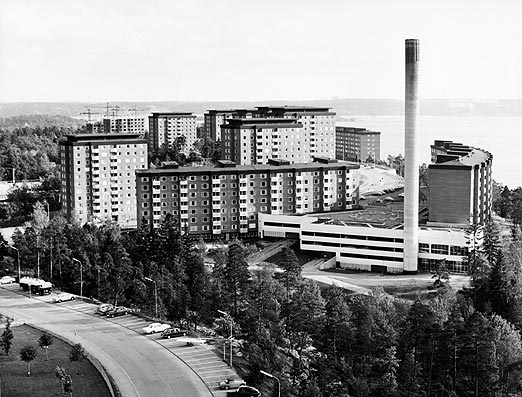
Larsbergs bostadsområde 1967. Vy mot öster.

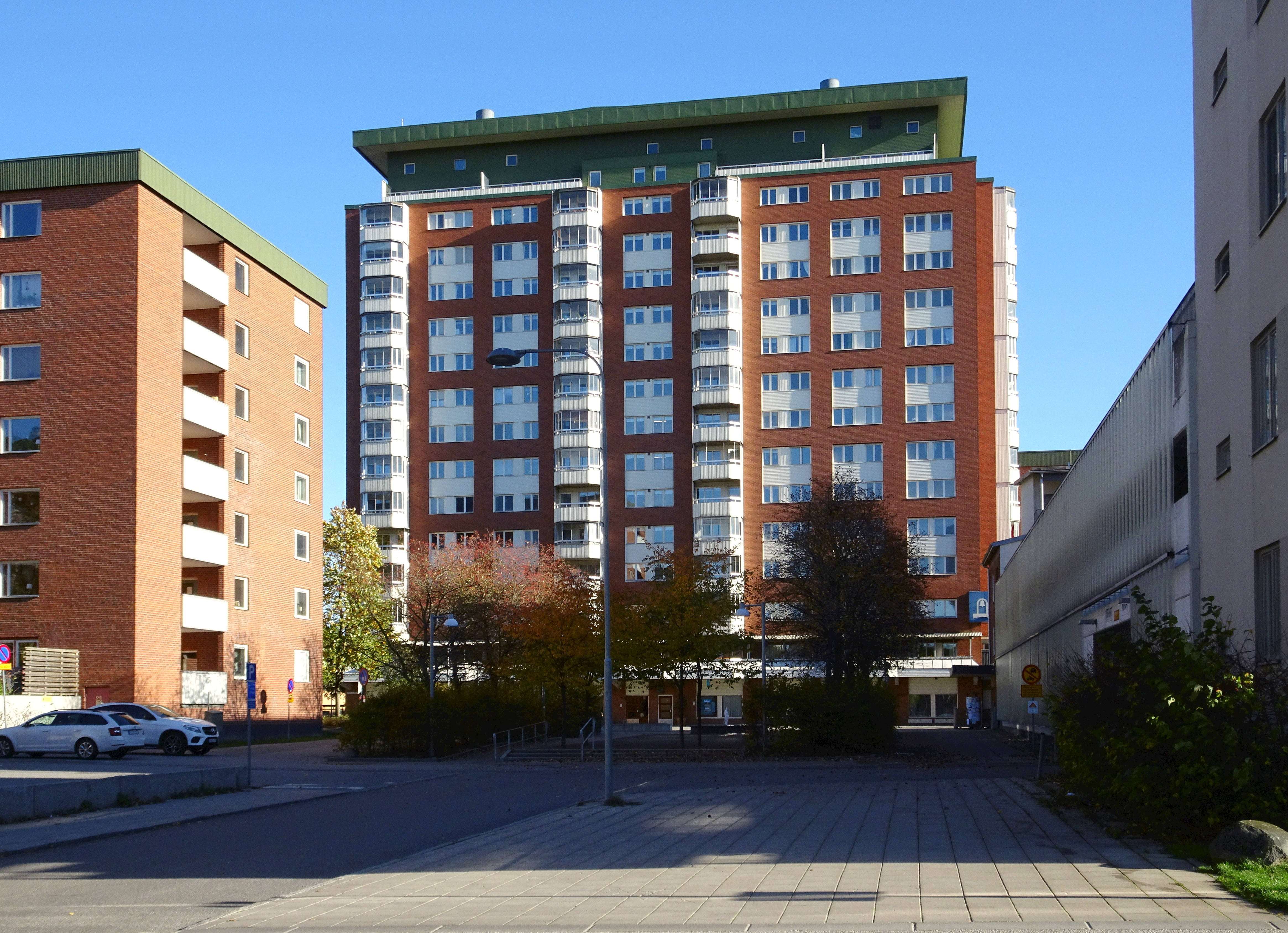
Larsbergs torg, oktober 2021.

Namnet Larsberg har sitt ursprung i bergssträckningen Larsberg, uppkallad efter fabrikören Lars Fresk (1758–1830) som ägde Elfviks gård och som utgör den södra delen av Larsbergs bostadsområde gränsande mot Lilla Värtan. Lars Fresk var en av Lidingös tidiga framstående entreprenörer och drev ett kombinerat jordbruk och en textilindustri ute vid Elfviks gård. Han var en av initiativtagarna till att en bro skulle byggas mellan Lidingö och fastlandet som ersättning för den tidigare roddfärja som fanns mellan Torsvik och Ropsten, för att förbättra kommunikationerna med Stockholm. Lidingös bönder sålde huvuddelen av sina jordbruksprodukter i Stockholm och en broförbindelse sågs som helt nödvändig för att kunna utveckla samhället på Lidingö. Bron som förlades mellan Larsberg och Kaknäs på Stockholmssidan stod klar 1803 och var en flottbro av rundtimmer som bärande del. 
I samband med att bron byggdes uppfördes brovaktarstugor vid vardera brofäste där broavgifterna togs upp för överfarten. Brovaktarstugan på Lidingösidan var ett mindre skjul medan man på Stockholmssidan uppförde två mindre ordinarie stugor på vardera sidan av brofästet som är bevarade. På Lidingösidan uppförde Lars Fresk också och ett mindre värdshus en bit från brofästet, som på 1900-talet blev kallat Larsbergs brostuga. Den mer omtalade Lidingöbro värdshus uppfört på Djurgårdssidan i anslutning till brofästet, var ett större tvåvåningshus, även detta uppfört av Lars Fresk men byggdes först 1823. Det invigdes i samband med att Lars Fresks son Olof Fresk (1785–1836) firade sitt bröllop på värdshuset. Värdshusen, på båda sidor om bron som hade tillstånd att minutera starkare drycker, blev populära mötesplatser för folk från både Lidingö och Stockholm. I litteratur från mitten av 1800-talet berättas det att Karl XV och hans hustru Lovisa gärna intog sin matsäcksfrukost i gröngräset under den största eken vid värdshuset i Larsberg och att den därefter kom att kallas för Kungseken.
Fastigheten Larsberg där värdshuset uppfördes tillhörde ursprungligen Bodals gård och var en tomt på endast 3 200 m² som dock mättes upp och styckades av från Bodals gård först 1898. 
Anledningen till att man förlade den första Lidingöbron till Larsberg–Kaknäs och inte till Torsvik–Ropsten, som var en sen flera hundra år etablerad överfartsled till Stockholm, var att det var ett betydligt mindre vattendjup i området utanför Larsberg, vilket förenklade förankringen med dykdalber på botten till den flottbro man byggde. Bron vid Larsberg fick inte någon större inverkan på utvecklingen av bebyggelsen på varken Stockholmssidan eller på södra Lidingö genom att bron revs redan 1884 och ersattes med en broförbindelse mellan Torsvik och Ropsten.
I den västra kanten av området vid övergången till bostadsområdet Bodal ligger Bodals gård. Delar av markområdet Bodal-Baggeby köptes på mitten av 1950-talet av John Mattson Fastighets AB med avsikten att bebygga området med flerbostadshus och 1963 godkändes byggplanerna för nuvarande bostadsområde Larsberg. Huvudarkitekt var Bengt Gate. I samband med projekteringen av Larsberg donerade John Mattson herrgårdsbyggnaden Bodals gård med närmast omgivande mark till Lidingö stad. Herrgårdsbyggnaden är den enda byggnad som blev kvar av lantbruksgården när Larsbergs flerbostadsområde hade uppförts och ingår idag som en del i Carl Malmstensskolan i Larsberg.
Bodal-Baggeby lantbruksgård hade sina domäner i öster gränsande mot Gångsätra gård och Skärsätra gårds mark där AGA uppförde sina fabrikslokaler på Lidingö omkring 1910, motsvarande dagens Dalénum. Jordbruket på Bodals gård drevs i reducerad form i området Larsberg ända fram till att Larsbergs bostadsområde uppfördes på slutet av 1960-talet. De stora ladugårdarna byggda i U-form låg ungefär där nuvarande Larsbergs lägenhetshotell är beläget.
Under 2007–2008 uppförde John Mattson Fastighets AB ytterligare ett stort flerbostadshus med hyresrätter i Larsbergs centrum ovanpå det ursprungliga parkeringsgaraget.

## Carl Malmstensskolan

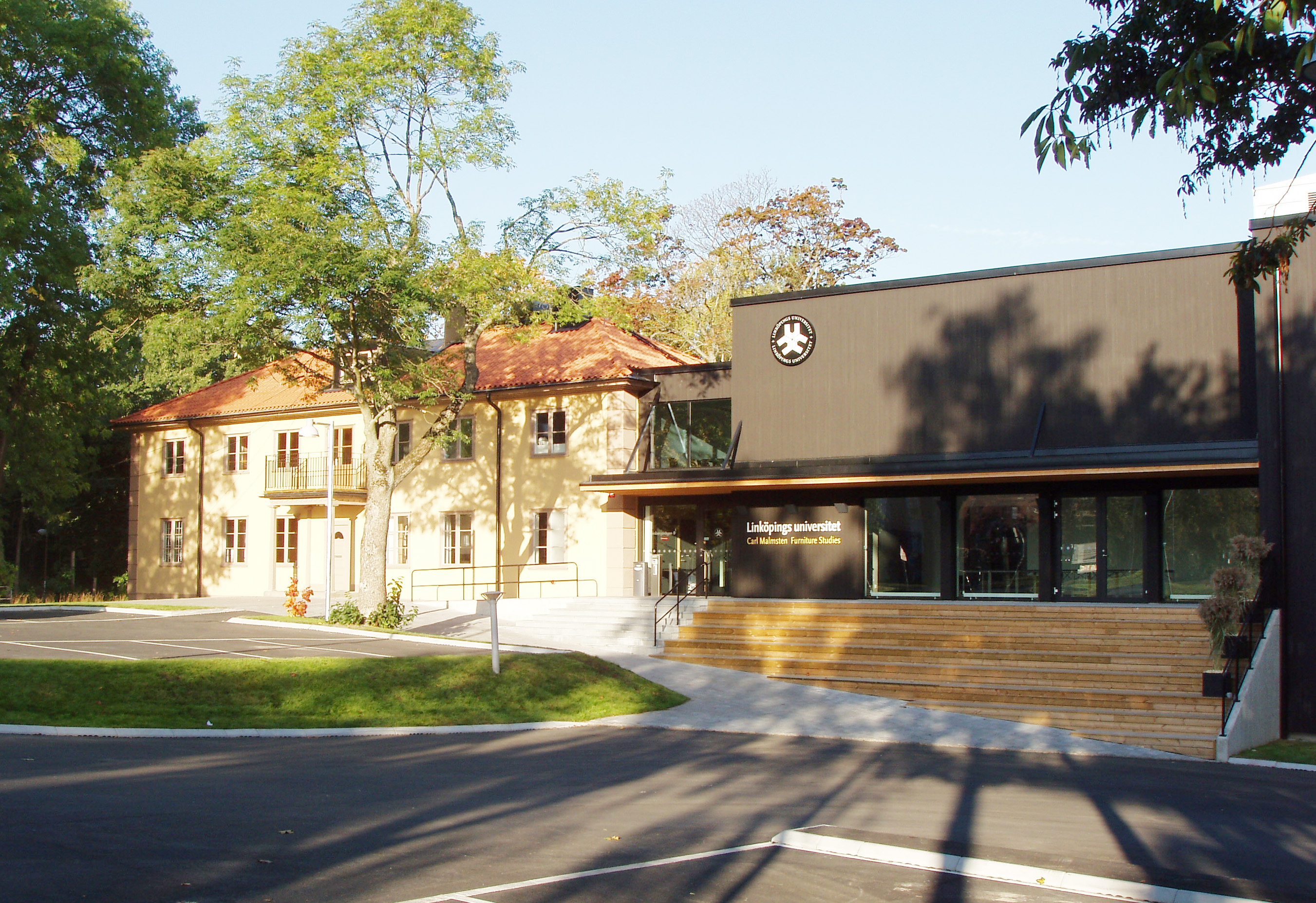
Carl Malmstenskolan

Bodal-Baggeby lantbruksgårds herrgårdsbyggnad som tidigare har fungerat som bland annat fritidsgård, förskola och inrymt Lidingö musikskolas lokaler, överläts av Lidingö stad år 2007 att nyttjas som en del för Carl Malmstenskolans Furniture Studies, en filial till Linköpings universitet.

## Det moderna Larsberg
Dagens Larsberg byggdes i slutet av 1960-talet. Området består huvudsakligen av hyreshus, byggt och ägt av John Mattson Fastighets AB. Arkitekt var Bengt Gate. Med sina tegelröda fasader, gröna plåttak och vita balkongfronter ger husen en tidstypisk bild av 1960-talets arkitektur. I Larsberg finns också ett mindre antal bostadsrättsfastigheter som ägs av bostadsrättsföreningen Ekbacken samt brf Klockbojen i Larsbergs centrum. I Larsbergs centrum finns en restaurang, ett gym, en bankomat och några mindre butiker. På torget i Larsberg står skulpturen kallad Tröst av Sven Lundqvist, invigd 1998. Skulpturen inköptes redan 1975 av Lidingö stad och stod från början inne i stadshuset.

## Natur och rekreation
I området finns en äldre och mycket pampig ekskog kallad Ekbacken, rik på lundväxter med promenadslingor som leder upp på berget längs med Lilla Värtan med utsikt över vattnet mot centrala Stockholm och vidare västerut bort mot Bodal och Lidingsberg. Ekbacken har gett namn åt de bostadsrättsföreningar som har sina fastigheter högst uppe på berget mot öster. Promenadvägar och joggingvägar finns också utefter Lilla Värtan från AGA österut mot Kappsta.

## Kommunikationer med kollektiva färdmedel

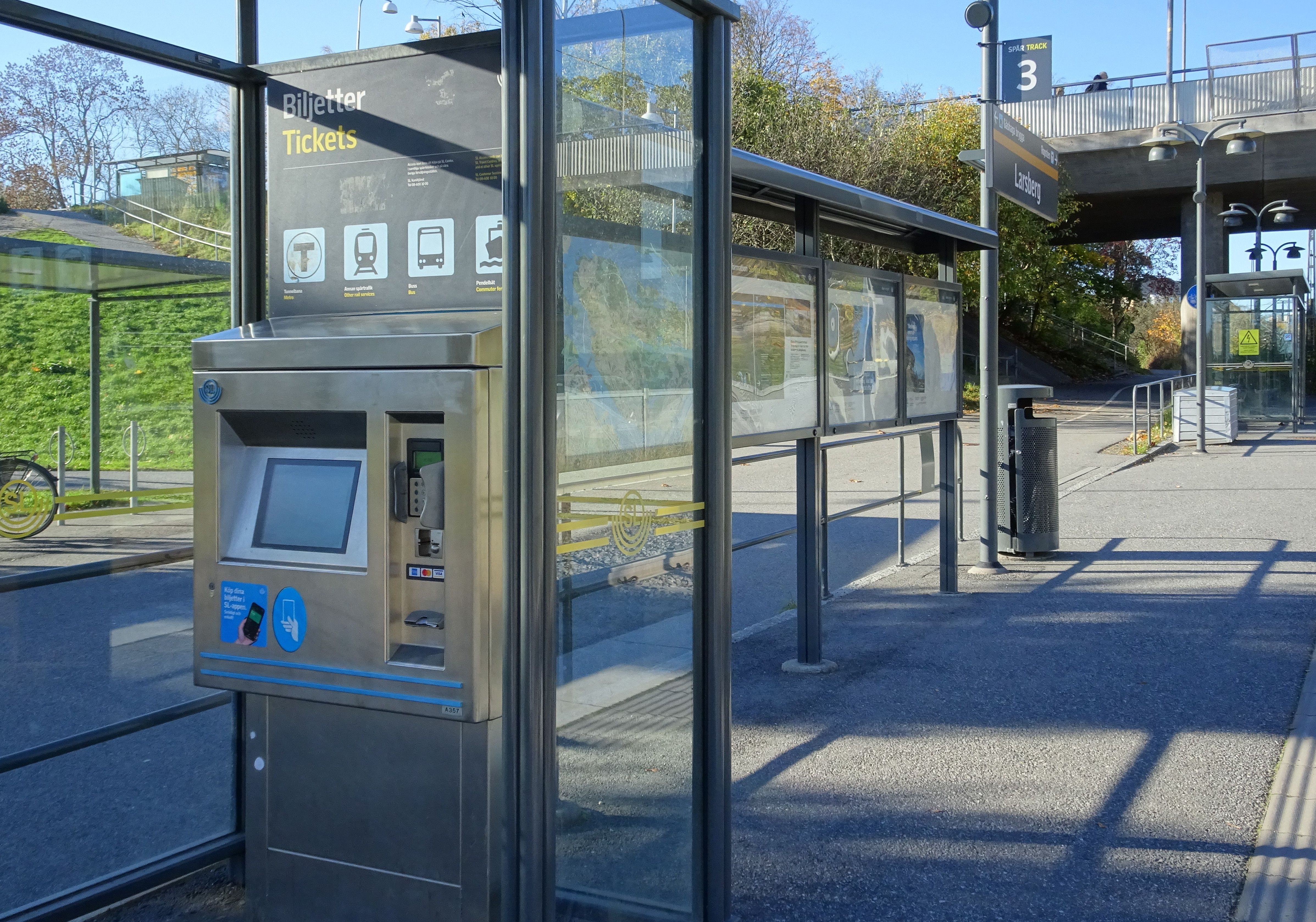
Larsbergs station.

- Lidingöbanan: från AGA och Larsberg till Ropsten (med anslutning till Stockholms tunnelbana), samt till Gåshaga brygga.
- Busstrafik internt på Lidingö och till Ropsten.
- Båttrafik till Nacka Strand samt Ropsten och Nybroviken i Stockholm.

## Vägar och trafikleder
- Larsbergs bostadsområde ligger cirka 500 meter söder om Lidingös huvudled Södra Kungsvägen, med direkt anslutning till Ropsten via Lidingöbron. Genom området leder lokalgatan Larsbergsvägen.